# Bernard van Karinthië
Bernard van Karinthië ook Bernard van Spanheim genoemd (circa 1180 - Völkermarkt, 4 januari 1256) was van 1202 tot 1256 hertog van Karinthië. Hij behoorde tot het huis Span- of Sponheim. 

## Levensloop
Hij was de zoon van hertog Herman van Karinthië en Agnes van Oostenrijk. In 1181 werd zijn oudere broer Ulrich II hertog van Karinthië.
In 1198 werd Ulrich II ernstig ziek en was daardoor niet meer in staat om te regeren. Mogelijk had Ulrich tijdens de kruistocht van 1197 lepra opgelopen. In ieder geval werd Bernard benoemd tot regent. Nadat Ulrich II in 1202 kinderloos stierf, werd Bernard officieel hertog van Karinthië.
Na de dood van keizer Hendrik VI brak er een strijd uit tussen het huis Hohenstaufen en het huis Welf om het Heilig Roomse Rijk. Net als zijn broer Ulrich II steunde Bernard aanvankelijk Filips van Zwaben, die tot het huis Hohenstaufen behoorde. Nadat Filips in 1208 werd vermoord, koos Bernard echter de zijde van de Welf Otto IV, die kort daarna in Rome tot keizer van het Heilig Roomse Rijk werd gekroond. Bij deze kroning was Bernard aanwezig. Zijn steun aan Otto IV duurde echter niet lang en Bernard koos al snel de zijde van Frederik II, de zoon van keizer Hendrik VI. Uiteindelijk werd Frederik II in 1212 tot Rooms-Duits tegenkoning verkozen en na de dood van Otto IV werd Frederik in 1218 officieel tot Rooms-Duits koning verkozen en kort daarna tot keizer van het Heilig Roomse Rijk gekroond.
Bernard bleef na de kroning van Frederik II loyaal aan het huis Hohenstaufen. Ook steunde Bernard de pogingen van grootmeester van de Duitse Orde Herman van Salza om een verzoening tussen keizer Frederik II en paus Gregorius IX en ondertekende hij mee het vredesverdrag dat in 1230 door de paus en keizer Frederik II werd afgesloten. Ook bemiddelde Bernard in het conflict tussen Frederik II en diens opstandige zoon Hendrik VII, die in 1222 tot koning van Duitsland was verkozen. Nadat Hendrik VII was afgezet, steunde hij in 1237 de verkiezing van Hendriks jongere broer Koenraad IV tot koning van Duitsland. Door conflicten met het huis Přemysliden dat Bohemen regeerde en de graaf van Andechs verzuurde de relatie met keizer Frederik II echter en uiteindelijk koos Bernard de zijde van de paus. In 1247 slaagde Bernard er zelfs in om zijn jongste zoon Filips tot aartsbisschop van Salzburg te laten verkiezen.
Als hertog van Karinthië concentreerde Bernard zich meer op de regionale politiek en hij probeerde onder meer om zijn grondgebied uit te breiden. Dit waren de gebieden van enkele rivalen van Bernard zoals patriarch Berthold van Aquileja en de bisschop van Bamberg, die de stad Villach en de belangrijke handelsroutes naar Italië in handen had. Zijn pogingen tot gebiedsuitbreiding mislukten echter. Ook slaagde de aartsbisschop van Salzburg erin om meer invloed te verwerven in Karinthië. Dit was door de oprichting van twee bisdommen: in 1218 Seckau en in 1225 Maribor. Ook had Bernard jarenlang een conflict met graaf Meinhard I van Tirol over de gebieden rond de stad Greifenburg.
Bernard deed als hertog van Karinthië ook heel wat zaken om zijn grondgebied te versterken. Zo breidde hij de stad Sankt Veit an der Glan uit, waar hij een munt liet oprichten. Ook de steden Völkermarkt en Klagenfurt liet Bernard fors uitbreiden en in 1234 richtte hij de abdij van Kostanjevica op. Nadat in 1246 het huis Babenberg, dat Oostenrijk regeerde, was uitgestorven, probeerde Bernard zijn invloed in Oostenrijk te vergroten. Omdat Bernard langs moederszijde verwant was met het huis Babenberg, kreeg hij de controle over de strategisch belangrijke Ljubeljpas, de Seebergpas en nog vele andere gebieden.
In 1256 stierf Bernard van Karinthië. Hij werd begraven in de abdij van Sankt Paul im Lavanttal.

## Huwelijk en nakomelingen
Bernard huwde in 1213 met Judith van Bohemen, dochter van koning Ottokar I. Ze kregen volgende kinderen:
- Ulrich III (circa 1220 - 1269), van 1256 tot 1269 hertog van Karinthië.
- Bernard (overleden voor 1249)
- Margaretha (overleden voor 1249)
- Filips (overleden in 1279), van 1247 tot 1256 aartsbisschop van Salzburg en van 1269 tot 1273 patriarch van Aquileja.